# انتفاضة هامبورغ
كانت انتفاضة هامبورغ تمردًا شيوعيًا حدث في هامبورغ بألمانيا تحت حكم جمهورية فايمار في 23 أكتوبر 1923. أطلقت فرقة متشددة من الحزب الشيوعي الألماني في هامبورغ الانتفاضة لتكون جزءًا مما يُعرف بأكتوبر الألماني. اقتحم المتمردون 24 مركزًا للشرطة، 17 منهم في هامبورغ و7 في مقاطعة شليزفيغ هولشتاين في بروسيا، ونصبوا حواجز حول المدينة. أخفق التمرد الشيوعي في هامبورغ ولم يحقق هدفه، إذ نقصه الدعم من سائر ألمانيا ومن الاتحاد السوفيتي أيضًا، فتقوض خلال يوم واحد فقط. قُتل نحو 100 شخص خلال انتفاضة هامبورغ، ولا تزال التفاصيل الدقيقة للحدث، فضلًا عن تقييم أثره، موضع خلاف.

## أحداث سابقة
بين عامي 1919 و1923، كانت جمهورية فايمار في أزمة، وكان ثمة العديد من الصراعات العنيفة بين عناصر اليسار واليمين. وكان الوضع الاقتصادي للسكان يتدهور بسرعة وبحلول خريف عام 1923 بلغ التضخم المفرط ذروته، مما أدى إلى زيادة شعبية الحزب الشيوعي (كيه بّي دي). أدى احتلال منطقة الرور إلى تصعيد النزاعات السياسية. وفي أغسطس 1923، انتشرت موجة من الإضرابات على مستوى البلاد ضد المستشار فيلهلم كونو، مما أدى إلى التصويت بحجب الثقة عن الرايخستاغ واستقالته لاحقًا. وفي نهاية سبتمبر، أعلنت الحكومة حالة الطوارئ. وفي 1 أكتوبر، حاول جيش الرايخسفير الأسود تنفيذ انقلاب كوسترين. وفي 13 أكتوبر، أي بعد أسبوعين، اعتمد الرايخستاغ قانونًا تمكينيًا بموجب المادة 48 من دستور فايمار، ينص على أن أي مرسوم يصدر بموجبه يمكن رفضه من قِبل الرايخستاغ، وذلك من أجل تسهيل تطبيق شكل قانوني من الديكتاتورية تحت حكم المستشار غوستاف شتريزمان حتى تغيير الحكومة أو حتى تاريخ 31 مارس 1924. اقتحمت مظاهرة تضم عدة آلاف من العاطلين عن العمل «منطقة عدم الاحتجاج» حول دار بلدية مدينة هامبورغ، إجراءٌ شكل مخاطرة حقيقة بالقتل خلال تلك الفترة، على أيدي الشرطة وقوات اليمين شبه العسكرية. وفي ساكسونيا وتورينغن، تشكلت حكومات ائتلافية ضمت الحزب الشيوعي الألماني، الذي رأى في ذلك فرصة لتولي السلطة.
دارت نقاشات داخل الحركة الشيوعية العالمية حول محاولة التمرد المسلح في ألمانيا. إذ طرح ليون تروتسكي وغيره من الأعضاء المؤثرين في المكتب السياسي السوفيتي والكومنترن هذه الفكرة، لكن هاينريش براندلر، رئيس الحزب الشيوعي الألماني، شعر أنها سابقة لأوانها. فلا تزال الدوافع السديدة والكاملة لمجموعة هامبورغ الصغيرة بقيادة هوغو أوربان وهانس كيبنبرغر، اللذان خططا للانتفاضة، مجهولة.
وبحسب المؤرخ الروسي فاديم روغوفين، طلبت قيادة الحزب الشيوعي الألماني من موسكو إرسال ليون تروتسكي إلى ألمانيا لتوجيه تمردٍ عام 1923. ومع ذلك، رُفض هذا الاقتراح من قِبل المكتب السياسي الذي كان يسيطر عليه ستالين وزينوفييف وكامينيف، وقرروا إرسال لجنة من أعضاء الحزب الشيوعي الروسي ذوي الرتب الأدنى.

## الانتفاضة
في وقت متأخر من يوم 22 أكتوبر 1923، تلقى القائد العسكري للكيه بّي فاسركانتيه، أحد أكثر أقسام الحزب الشيوعي الألماني تشددًا في هامبورغ، أوامر من قيادة الحزب الإقليمية لبدء التمرد. شارك في بداية التمرد 1,300 شخص فقط، على الرغم من أن عدد أعضاء الحزب الشيوعي الألماني في هامبورغ كان نحو 14,000 عضو. ولم يضم التمرد في نهايته أكثر من 5,000 مشارك. وفي الساعة الخامسة صباحًا من يوم 23 أكتوبر، اقتحموا 26 مركزًا للشرطة واستولوا على أسلحة 17 منها.
كان هناك أيضًا تحرك في ألتونا ومنطقة شتورمارن الحضرية، حيث هوجمت مراكز الشرطة في شيفبيك وبرامفيلد ونُهبت الأسلحة. وفي باد الدزوله وآرنسبورغ ورالشتيد، أُغلقت مسارات القطارات والشوارع. وفي بلدة بارغتيهايد، اعتقل المتمردون قادة الحكومة المحلية وأعلنوا «جمهورية شتورمارن السوفيتية». وفي شيفبيك، حيث كان الحزب الشيوعي الألماني يحظى بالدعم، وُضعت يافطات لتهدئة السكان والحث على دعم الانتفاضة، كُتب عليها «تحيا ألمانيا السوفيتية! يحيا اتحاد الدول السوفيتية في العالم! تحيا الثورة العالمية!».
قُمعت الانتفاضة بمعظمها في غضون ساعات قليلة. ولم تستمر في شيفبيك إلا لما بعد الظهر. وفي بارمبيك فقط، حيث حصل الحزب الشيوعي الألماني على نحو 20% من الأصوات في الانتخابات السابقة، حاز المتمردون على دعم السكان الذين ساعدوهم على بناء المتاريس وجلبوا لهم الطعام. وتمكن المتمردون من الحفاظ على مواقعهم طوال اليوم رغم تبادل إطلاق النار المستمر. ولكن في الليل، تيقنوا من حالة الإخفاق واليأس المرافقة لوضعهم، فتسللوا بعيدًا وغادروا مواقعهم. وفي اليوم التالي، شنت الشرطة هجومًا كبيرًا على الحواجز الفارغة.

## نتائج ما بعد الحدث
أودت الانتفاضة بحياة 17 ضابط شرطة و21 متمردًا و61 من المارة الأبرياء. أُصيب 69 ضابط شرطة، إلى جانب 175 متمردًا. اعتُقل 1,400 شخص، وحوكم 443 منهم أمام محكمة خاصة. وفي شيفبيك وحدها، قُبض على 191 شخصًا وحوكموا لزامًا في فبراير 1925 في محكمة ألتونا لاندغيرايخت بسبب الاضطرابات في شيفبيك، حيث حصل الحزب الشيوعي الألماني على 32.4% من الأصوات في انتخابات مايو 1924. كانت هذه أكبر المحاكمات ضد متمردي الانتفاضة.
ساهمت الانتفاضة في تدهور العلاقة بين الحزبين السياسيين اللذان يمثلان الطبقة العاملة. فبعد الانتفاضة، رفض الحزب الديمقراطي الاشتراكي الألماني (إس بّي دي) التعاون مع الحزب الشيوعي الألماني، بل وكثف حالة القمع المفروضة على الحزب الشيوعي الألماني من خلال تعزيز مواقف الحكومة. فأدى هذا الصد الذي نفذته كل من الجمهورية والحزب الديمقراطي الاشتراكي إلى تعزيز موقف الشيوعيين. أما داخل الحزب الشيوعي الألماني، فأصبحت الانتفاضة أسطورة بطولية حول المتمردين القلائل «الشجعان» الذين يواجهون معركة مستحيلة. فُسرت هزيمة الانتفاضة بأنها نتيجة لضعف المركزية وقلة الإخلاص وعدم الامتثال للهيكلية المنظمة للحزب، فكانت دليلًا على ضرورة تجنب ذلك مستقبلًا وتعزيز حالة المركزية والالتزام.
رأت قطاعات من الطبقة الوسطى في الانتفاضة تأكيدًا على مخاوفها من ثورة بلشفية وأصبحت أكثر ميلًا للسياسات المناهضة للشيوعية. ونتيجة لذلك، في انتخابات الرايخستاغ في هامبورغ عام 1924، شهد حزب الشعب الوطني الألماني ارتفاع حصته من الأصوات من 12% إلى نحو 20%، رغم أنها انخفضت سريعًا إلى نحو 12% في 1928.

## أفلام
- دير هامبرغر أوفستاند أكتوبر 1923. فيلم وثائقي، جمهورية ألمانيا الاتحادية، (1971) 41 دقيقة، كتبه راينر إتز، جيزيلا تاختنهاغن، كلاوس فيلدينهان؛ أخرجه: كلاوس فيلدينهان. وكان من إنتاج أكاديمية برلين للسينما والتلفزيون الألماني وإن دي آر (هامبورغ).[10]
- إرنست تالمان - سين سينر كلاس. دراما، جمهورية ألمانيا الديمقراطية (1954) إخراج: كورت ميتسيغ.